# Loni Heuser

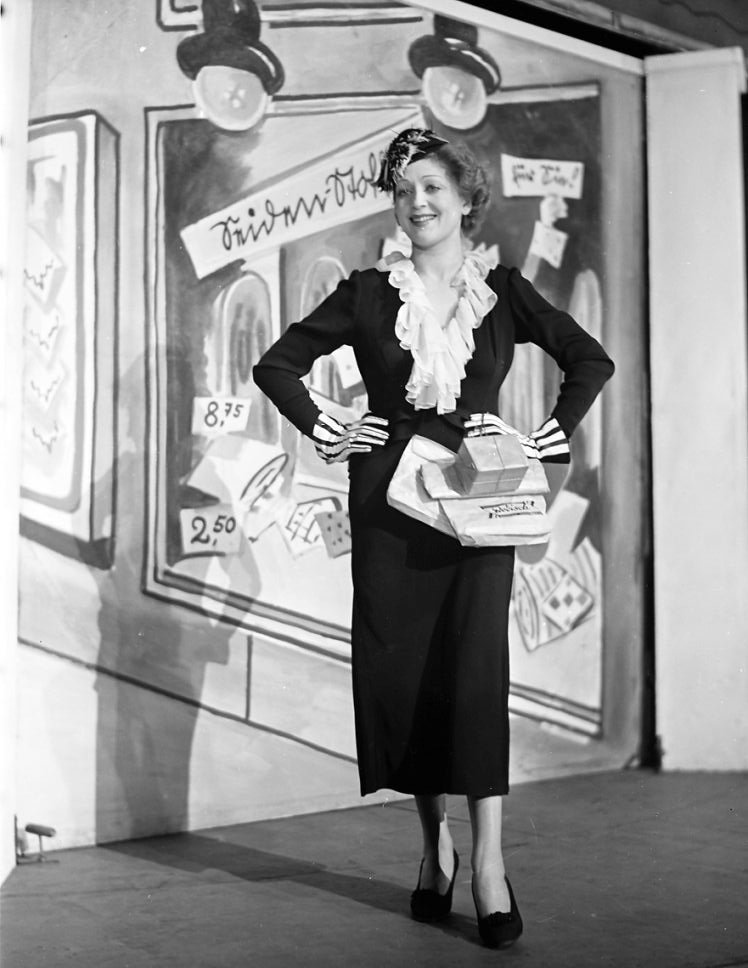
Loni Heuser im Kabarett der Komiker, 1936

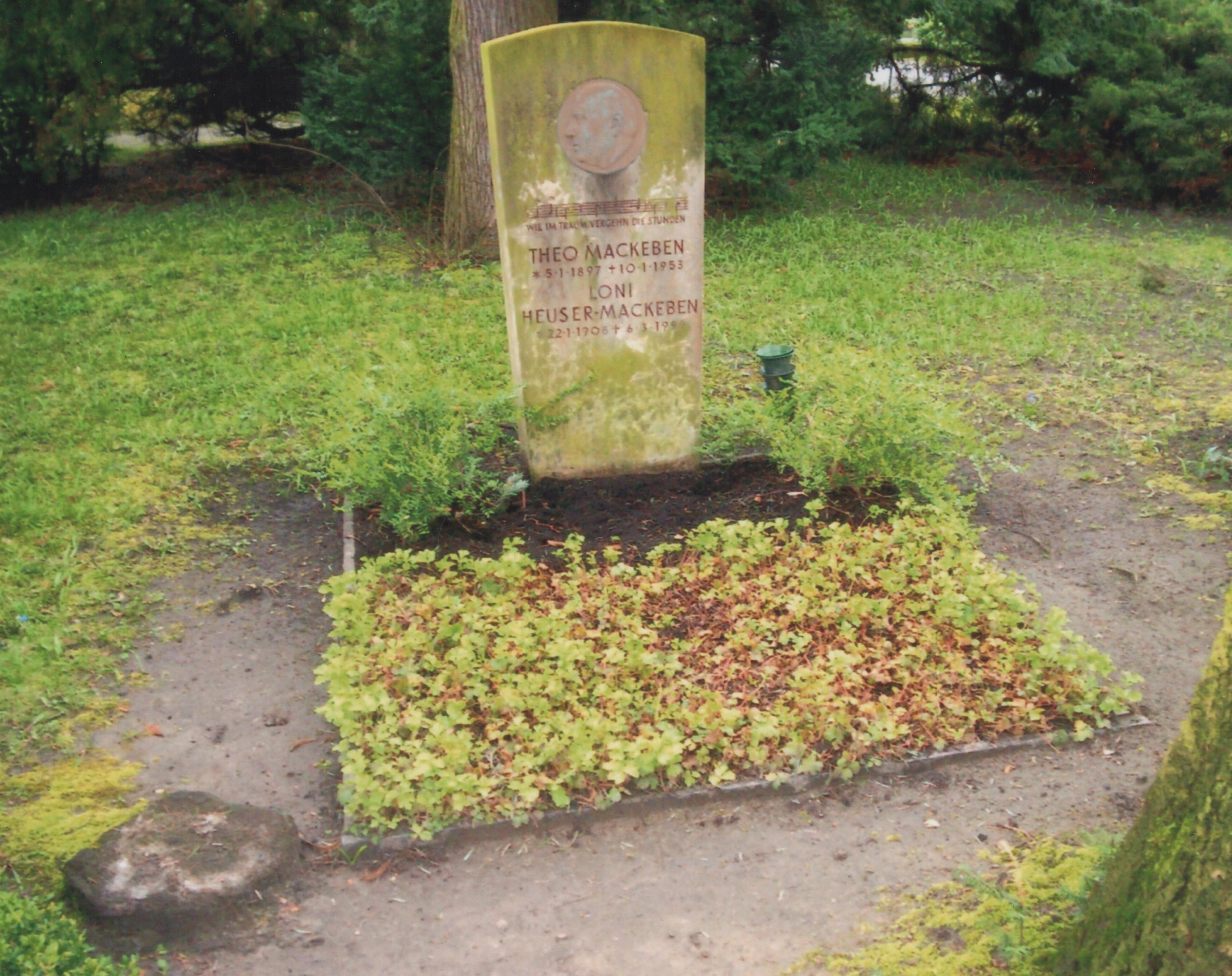
Grabstätte von Loni Heuser

Loni Heuser (* 22. Januar 1908 in Düsseldorf; † 6. März 1999 in Berlin; eigentlich Apollonia Henriette Heuser, in manchem Filmabspann teilweise auch gelistet als Loni Heusser) war eine deutsche Bühnen- und Filmschauspielerin. Als Sängerin und Schauspielerin war sie ein Star im Varieté und Kabarett im Berlin vor dem Zweiten Weltkrieg. Nach ihrer Heirat mit Theo Mackeben wurde sie auch Loni Heuser-Mackeben genannt.

## Berufliches
Loni Heuser war in ihren Anfangsjahren ein vielbeachteter Operettenstar. Sie hatte am Theater am Nollendorfplatz in Berlin als Schauspielerin debütiert und feierte mit 24 Jahren in verschiedenen Berliner Revuen und Kabaretts große Erfolge. In ihren Filmrollen ab 1950 (zuvor hatte sie zwei eher unbedeutende Auftritte in UFA-Filmen) verkörperte sie hauptsächlich Mütter, Tanten, Erbtanten, Ehedrachen und Xanthippen. Auch gesprächige frivole Damen von Welt, liebenswert, elegant und geistreich, gehörten zu ihrem Repertoire. Loni Heuser spielte vor allem in Komödien und Musikfilmen mit. Noch 1976 hatte sie im Theater des Westens in dem Musical Gigi in Berlin mit Johannes Heesters, Christiane Rücker, Heli Finkenzeller und Bob Franco einen großen beruflichen Erfolg.

## Privates
Ende der 1970er Jahre zog sich Loni Heuser, die mit dem Komponisten Theo Mackeben (1897–1953) von 1950 bis zu dessen Tod verheiratet war, von der Bühne zurück. Sie war durch die Heirat auch Mitglied im Deutschen Komponisten-Interessenverband. Loni Heuser wurde auf dem Berliner Friedhof Wilmersdorf an der Seite ihres Mannes beigesetzt.

## Filmografie (Auswahl)
- 1932: Liebe in Uniform
- 1933: Jeder hat mal Glück
- 1936: Die Stunde der Versuchung
- 1943: Abenteuer im Grandhotel
- 1949: Dreizehn unter einem Hut
- 1950: Der Theodor im Fußballtor
- 1950: Glück aus Ohio
- 1951: Die Dubarry
- 1951: Die Frauen des Herrn S.
- 1951: Unschuld in tausend Nöten
- 1952: Ein ganz großes Kind
- 1952: Fritz und Friederike
- 1952: Hannerl
- 1952: Mein Herz darfst Du nicht fragen
- 1952: Saison in Salzburg
- 1953: Fräulein Casanova
- 1953: Mit siebzehn beginnt das Leben
- 1953: Der Feldherrnhügel
- 1953: Schlagerparade
- 1954: An jedem Finger zehn
- 1954: Ännchen von Tharau
- 1954: Der treue Husar
- 1954: Raub der Sabinerinnen
- 1955: Musik im Blut
- 1955: Der falsche Adam
- 1955: Sonnenschein und Wolkenbruch
- 1956: Mädchen mit schwachem Gedächtnis
- 1956: Hurra – die Firma hat ein Kind
- 1957: Der müde Theodor
- 1957: Nachts im Grünen Kakadu
- 1957: Die große Chance
- 1958: Rivalen der Manege
- 1958: So ein Millionär hat’s schwer
- 1958: Der Elefant im Porzellanladen
- 1958: Wenn die Conny mit dem Peter
- 1958: Liebe, Mädchen und Soldaten
- 1959: Der blaue Nachtfalter
- 1959; Der lustige Krieg des Hauptmann Pedro
- 1960: Als geheilt entlassen
- 1960: Das Dorf ohne Moral
- 1960: Ich zähle täglich meine Sorgen
- 1960: Schlager-Raketen
- 1961: Ramona
- 1961: Geliebte Hochstaplerin
- 1961: Drei Mann in einem Boot
- 1961: Saison in Salzburg
- 1962: Nachts ging das Telefon
- 1962: So toll wie anno dazumal
- 1962: Frauenarzt Dr. Sibelius
- 1964: Freddy, Tiere, Sensationen
- 1964: Maibritt, das Mädchen von den Inseln
- 1964: Wenn man baden geht auf Teneriffa
- 1965: …und sowas muß um 8 ins Bett
- 1968: Ein dreifach Hoch dem Sanitätsgefreiten Neumann
- 1969: Donnerwetter! Donnerwetter! Bonifatius Kiesewetter
- 1969: Kommissar X – Drei goldene Schlangen
- 1969: Klein Erna auf dem Jungfernstieg
- 1969: Charley’s Onkel
- 1969: Der Mann mit dem goldenen Pinsel
- 1971: Wir hau’n den Hauswirt in die Pfanne
- 1972: Willi wird das Kind schon schaukeln
- 1975: Lichtspiele am Preussenkorso (TV-Serie)
- 1975: Damals wie heute (TV)